# Pierre de Melgueil (évêque de Maguelone)
Pour les articles homonymes, voir Pierre de Melgueil.
Pierre I de Melgueil était évêque de Maguelone à la fin du Xe siècle.

## Biographie
Il fut évêque de Maguelone vers 999 (bien que d'autres sources précisent 988).
Il est signataire de certains actes qui permettent d'attester son existence :
- donation d'une église par sa mère à l'Abbaye de Saint-Guilhem-le-Désert en 999[FPMP1 1],
- Abbaye de Psalmodie en 1004[HL Tome III 1],
- assemblée à Urgell en 1010[HL Tome III 2],
- actes en 1019 et 1025[FPMP1 1]

Il meurt entre 1025 et 1030, et est remplacé par Arnaud Ier, qui rétablira le siège de l'évêché à Maguelone.

## Famille

### Ascendance
Il est le fils de Bernard II de Melgueil et de sa femme Senegonde et était l'oncle de Bernard III de Melgueil.